# Copa Libertadores 2006
Die Copa Libertadores 2006, aufgrund des Sponsorings des Autoherstellers Toyota auch Copa Toyota Libertadores, war die 47. Austragung des bedeutendsten südamerikanischen Fußballturniers für Vereinsmannschaften. 38 Mannschaften aus den 10 Landesverbänden der CONMEBOL und Mexiko nahmen teil. Das Turnier begann am 24. Januar mit der Qualifikationsrunde und endete am 16. August mit dem Finalrückspiel.

## Modus
Bei Punktgleichheit in der Gruppenphase war die Tordifferenz für das Weiterkommen maßgebend, dann die Anzahl der erzielten Tore, danach die der auswärts erzielten Treffer. Sind auch diese gleich, entschied in der Gruppenphase das Los, in den K.-o.-Runden ein Elfmeterschießen. Lediglich im Finale folgte gegebenenfalls bei unentschiedenem Spielstand nach Hin- und Rückspiel vor dem Elfmeterschießen noch eine Verlängerung.

## Qualifikationsrunde
Zwölf Mannschaften spielten um sechs Plätze in der Gruppenphase.
|                     | Gesamt    |                           | Hinspiel | Rückspiel |
| ------------------- | --------- | ------------------------- | -------- | --------- |
| Club Nacional       | (a)2:2(a) | Universitario de Deportes | 2:2      | 0:0       |
| Defensor Sporting   | (a)2:2(a) | Independiente Santa Fe    | 2:2      | 0:0       |
| River Plate         | 8:0       | Oriente Petrolero         | 6:0      | 2:0       |
| CSD Colo-Colo       | 4:8       | Deportivo Guadalajara     | 1:3      | 3:5       |
| Palmeiras São Paulo | 6:2       | Deportivo Táchira FC      | 2:0      | 4:2       |
| Deportivo Cuenca    | 1:4       | Goiás EC                  | 1:1      | 0:3       |

## Gruppenphase
Die zwei ersten Mannschaften jeder Gruppe qualifizierten sich für das Achtelfinale.
Bei Punktgleichstand entschied:
1. die Tordifferenz,
2. die Anzahl der geschossenen Tore,
3. die Anzahl der geschossenen Auswärtstore.

### Gruppe 1
| Pl. | Verein                  | Sp. | S | U | N | Tore    | Diff. | Punkte |
| --- | ----------------------- | --- | - | - | - | ------- | ----- | ------ |
| 1.  | FC São Paulo            | 6   | 4 | 0 | 2 | 012:600 | +6    | 12     |
| 2.  | Deportivo Guadalajara   | 6   | 3 | 3 | 0 | 006:300 | +3    | 12     |
| 3.  | FC Caracas              | 6   | 1 | 2 | 3 | 007:700 | ±0    | 05     |
| 4.  | Club Sportivo Cienciano | 6   | 1 | 1 | 4 | 003:120 | −9    | 04     |

| 9. Februar 2006       |     |                       |                              |
| CS Cienciano          | 0:1 | Deportivo Guadalajara | Estadio Garcilaso de la Vega |
| 1. März 2006          |     |                       |                              |
| FC Caracas            | 1:2 | FC São Paulo          | Estadio Brígido Iriarte      |
| 7. März 2006          |     |                       |                              |
| Deportivo Guadalajara | 1:1 | FC Caracas            | Estadio Jalisco              |
| 8. März 2006          |     |                       |                              |
| FC São Paulo          | 4:1 | CS Cienciano          | Estádio do Morumbi           |
| 14. März 2006         |     |                       |                              |
| CS Cienciano          | 2:1 | FC Caracas            | Estadio Garcilaso de la Vega |
| 21. März 2006         |     |                       |                              |
| Deportivo Guadalajara | 2:1 | FC São Paulo          | Estadio Jalisco              |
| 28. März 2006         |     |                       |                              |
| FC Caracas            | 4:0 | CS Cienciano          | Estadio Brígido Iriarte      |
| 5. April 2006         |     |                       |                              |
| FC São Paulo          | 1:2 | Deportivo Guadalajara | Estádio do Morumbi           |
| 12. April 2006        |     |                       |                              |
| FC Caracas            | 0:0 | Deportivo Guadalajara | Estadio Brígido Iriarte      |
| CS Cienciano          | 0:2 | FC São Paulo          | Estadio Garcilaso de la Vega |
| 20. April 2006        |     |                       |                              |
| Deportivo Guadalajara | 0:0 | CS Cienciano          | Estadio Jalisco              |
| FC São Paulo          | 2:0 | FC Caracas            | Estádio do Morumbi           |

### Gruppe 2
| Pl. | Verein                  | Sp. | S | U | N | Tore    | Diff. | Punkte |
| --- | ----------------------- | --- | - | - | - | ------- | ----- | ------ |
| 1.  | Independiente Santa Fe  | 6   | 3 | 1 | 2 | 009:700 | +2    | 10     |
| 2.  | Estudiantes de La Plata | 6   | 3 | 1 | 2 | 010:100 | ±0    | 10     |
| 3.  | Sporting Cristal        | 6   | 2 | 1 | 3 | 011:120 | −1    | 07     |
| 4.  | Club Bolívar            | 6   | 2 | 1 | 3 | 007:800 | −1    | 07     |

| 7. Februar 2006         |     |                         |                              |
| Club Bolívar            | 1:0 | Estudiantes de La Plata | Estadio Hernando Siles       |
| 10. Februar 2006        |     |                         |                              |
| Sporting Cristal        | 1:2 | Independiente Santa Fe  | Estadio San Martín de Porres |
| 16. Februar 2006        |     |                         |                              |
| Independiente Santa Fe  | 2:2 | Club Bolívar            | Estadio Nemesio Camacho      |
| 21. Februar 2006        |     |                         |                              |
| Estudiantes de La Plata | 4:3 | Sporting Cristal        | Estadio Jorge Luis Hirschi   |
| 8. März 2006            |     |                         |                              |
| Sporting Cristal        | 2:1 | Club Bolívar            | Estadio Alberto Gallardo     |
| 9. März 2006            |     |                         |                              |
| Independiente Santa Fe  | 3:1 | Estudiantes de La Plata | Estadio Nemesio Camacho      |
| 15. März 2006           |     |                         |                              |
| Club Bolívar            | 1:2 | Sporting Cristal        | Estadio Hernando Siles       |
| 21. März 2006           |     |                         |                              |
| Estudiantes de La Plata | 2:1 | Independiente Santa Fe  | Estadio Jorge Luis Hirschi   |
| 28. März 2006           |     |                         |                              |
| Club Bolívar            | 1:0 | Independiente Santa Fe  | Estadio Hernando Siles       |
| 4. April 2006           |     |                         |                              |
| Sporting Cristal        | 2:2 | Estudiantes de La Plata | Estadio Alberto Gallardo     |
| 13. April 2006          |     |                         |                              |
| Estudiantes de La Plata | 2:1 | Club Bolívar            | Estadio Jorge Luis Hirschi   |
| Independiente Santa Fe  | 2:1 | Sporting Cristal        | Estadio Nemesio Camacho      |

### Gruppe 3
| Pl. | Verein             | Sp. | S | U | N | Tore    | Diff. | Punkte |
| --- | ------------------ | --- | - | - | - | ------- | ----- | ------ |
| 1.  | Goiás EC           | 6   | 3 | 2 | 1 | 007:100 | +6    | 11     |
| 2.  | Newell’s Old Boys  | 6   | 2 | 2 | 2 | 007:700 | ±0    | 08     |
| 3.  | Unión Española     | 6   | 2 | 2 | 2 | 003:500 | −2    | 08     |
| 4.  | Club The Strongest | 6   | 2 | 0 | 4 | 004:800 | −4    | 06     |

| 9. Februar 2006    |     |                    |                              |
| Club The Strongest | 3:2 | Newell’s Old Boys  | Estadio Hernando Siles       |
| 14. Februar 2006   |     |                    |                              |
| Unión Española     | 0:2 | Goiás EC           | Estadio Santa Laura          |
| 21. Februar 2006   |     |                    |                              |
| Newell’s Old Boys  | 2:0 | Unión Española     | Estadio El Coloso del Parque |
| 22. Februar 2006   |     |                    |                              |
| Goiás EC           | 2:0 | Club The Strongest | Estádio Serra Dourada        |
| 28. Februar 2006   |     |                    |                              |
| Unión Española     | 1:0 | Club The Strongest | Estadio Santa Laura          |
| 15. März 2006      |     |                    |                              |
| Goiás EC           | 3:0 | Newell’s Old Boys  | Estádio Serra Dourada        |
| 22. März 2006      |     |                    |                              |
| Newell’s Old Boys  | 0:0 | Goiás EC           | Estadio El Coloso del Parque |
| 29. März 2006      |     |                    |                              |
| Club The Strongest | 0:1 | Unión Española     | Estadio Hernando Siles       |
| 5. April 2006      |     |                    |                              |
| Club The Strongest | 1:0 | Goiás EC           | Estadio Hernando Siles       |
| 11. April 2006     |     |                    |                              |
| Unión Española     | 1:1 | Newell’s Old Boys  | Estadio Santa Laura          |
| 19. April 2006     |     |                    |                              |
| Newell’s Old Boys  | 2:0 | Club The Strongest | Estadio El Coloso del Parque |
| Goiás EC           | 0:0 | Unión Española     | Estádio Serra Dourada        |

### Gruppe 4
| Pl. | Verein                | Sp. | S | U | N | Tore    | Diff. | Punkte |
| --- | --------------------- | --- | - | - | - | ------- | ----- | ------ |
| 1.  | Corinthians São Paulo | 6   | 4 | 1 | 1 | 010:600 | +4    | 13     |
| 2.  | UANL Tigres           | 6   | 3 | 1 | 2 | 012:100 | +2    | 10     |
| 3.  | Universidad Católica  | 6   | 3 | 1 | 2 | 012:110 | +1    | 10     |
| 4.  | Deportivo Cali        | 6   | 0 | 1 | 5 | 009:160 | −7    | 01     |

| 8. Februar 2006       |     |                       |                                   |
| Universidad Católica  | 3:2 | UANL Tigres           | Estadio San Carlos de Apoquindo   |
| 15. Februar 2006      |     |                       |                                   |
| Deportivo Cali        | 0:1 | Corinthians São Paulo | Estadio Olímpico Pascual Guerrero |
| 21. Februar 2006      |     |                       |                                   |
| UANL Tigres           | 5:4 | Deportivo Cali        | Estadio Universitario             |
| 22. Februar 2006      |     |                       |                                   |
| Corinthians São Paulo | 2:2 | Universidad Católica  | Estádio do Pacaembu               |
| 9. März 2006          |     |                       |                                   |
| UANL Tigres           | 2:0 | Corinthians São Paulo | Estadio Universitario             |
| 21. März 2006         |     |                       |                                   |
| Universidad Católica  | 2:1 | Deportivo Cali        | Estadio San Carlos de Apoquindo   |
| 22. März 2006         |     |                       |                                   |
| Corinthians São Paulo | 1:0 | UANL Tigres           | Estádio do Pacaembu               |
| 30. März 2006         |     |                       |                                   |
| Deportivo Cali        | 3:2 | Universidad Católica  | Estadio Deportivo Cali            |
| 6. April 2006         |     |                       |                                   |
| Universidad Católica  | 2:3 | Corinthians São Paulo | Estadio San Carlos de Apoquindo   |
| 11. April 2006        |     |                       |                                   |
| Deportivo Cali        | 2:2 | UANL Tigres           | Estadio Deportivo Cali            |
| 19. April 2006        |     |                       |                                   |
| Corinthians São Paulo | 3:0 | Deportivo Cali        | Estádio do Pacaembu               |
| UANL Tigres           | 1:0 | Universidad Católica  | Estadio Universitario             |

### Gruppe 5
| Pl. | Verein                    | Sp. | S | U | N | Tore    | Diff. | Punkte |
| --- | ------------------------- | --- | - | - | - | ------- | ----- | ------ |
| 1.  | CA Vélez Sársfield        | 6   | 5 | 1 | 0 | 018:600 | +12   | 16     |
| 2.  | LDU Quito                 | 6   | 3 | 1 | 2 | 016:900 | +7    | 10     |
| 3.  | Rocha FC                  | 6   | 1 | 2 | 3 | 004:160 | −12   | 05     |
| 4.  | Universitario de Deportes | 6   | 0 | 2 | 4 | 005:120 | −7    | 02     |

| 7. März 2006              |     |                           |                                        |
| Rocha FC                  | 0:0 | Universitario de Deportes | Estadio Municipal Doctor Mario Sobrero |
| Liga de Quito             | 1:3 | CA Vélez Sársfield        | Estadio La Casa Blanca                 |
| 14. März 2006             |     |                           |                                        |
| CA Vélez Sársfield        | 3:0 | Rocha FC                  | El Fortín                              |
| 17. März 2006             |     |                           |                                        |
| Universitario de Deportes | 1:2 | Liga de Quito             | Estadio Monumental (Lima)              |
| 7. März 2006              |     |                           |                                        |
| Rocha FC                  | 3:2 | Liga de Quito             | Estadio Municipal Doctor Mario Sobrero |
| Universitario de Deportes | 0:1 | CA Vélez Sársfield        | Estadio Monumental (Lima)              |
| 14. März 2006             |     |                           |                                        |
| CA Vélez Sársfield        | 4:3 | Universitario de Deportes | El Fortín                              |
| 16. März 2006             |     |                           |                                        |
| Liga de Quito             | 5:0 | Rocha FC                  | Estadio La Casa Blanca                 |
| 6. April 2006             |     |                           |                                        |
| Liga de Quito             | 4:0 | Universitario de Deportes | Estadio La Casa Blanca                 |
| 11. April 2006            |     |                           |                                        |
| Rocha FC                  | 0:5 | CA Vélez Sársfield        | Estadio Municipal Doctor Mario Sobrero |
| 18. April 2006            |     |                           |                                        |
| CA Vélez Sársfield        | 2:2 | Liga de Quito             | El Fortín                              |
| Universitario de Deportes | 1:1 | Rocha FC                  | Estadio Monumental (Lima)              |

### Gruppe 6
| Pl. | Verein              | Sp. | S | U | N | Tore    | Diff. | Punkte |
| --- | ------------------- | --- | - | - | - | ------- | ----- | ------ |
| 1.  | SC Internacional    | 6   | 4 | 2 | 0 | 013:400 | +9    | 14     |
| 2.  | Nacional Montevideo | 6   | 2 | 3 | 1 | 006:600 | ±0    | 09     |
| 3.  | UA Maracaibo        | 6   | 2 | 2 | 2 | 007:800 | −1    | 08     |
| 4.  | UNAM Pumas          | 6   | 0 | 1 | 5 | 004:120 | −8    | 01     |

| 8. Februar 2006     |     |                     |                                 |
| Nacional Montevideo | 2:0 | UNAM Pumas          | Estadio Centenario              |
| 16. Februar 2006    |     |                     |                                 |
| UA Maracaibo        | 1:1 | SC Internacional    | Estadio José Encarnación Romero |
| 22. Februar 2006    |     |                     |                                 |
| UNAM Pumas          | 0:1 | UA Maracaibo        | Estadio Olímpico Universitario  |
| 23. Februar 2006    |     |                     |                                 |
| SC Internacional    | 2:0 | Nacional Montevideo | Estádio Beira-Rio               |
| 8. März 2006        |     |                     |                                 |
| UNAM Pumas          | 1:2 | SC Internacional    | Estadio Olímpico Universitario  |
| 9. März 2006        |     |                     |                                 |
| Nacional Montevideo | 0:0 | UA Maracaibo        | Estadio Centenario              |
| 16. März 2006       |     |                     |                                 |
| UA Maracaibo        | 2:3 | Nacional Montevideo | Estadio José Encarnación Romero |
| 22. März 2006       |     |                     |                                 |
| SC Internacional    | 3:2 | UNAM Pumas          | Estádio Beira-Rio               |
| 30. März 2006       |     |                     |                                 |
| UA Maracaibo        | 3:0 | UNAM Pumas          | Estadio José Encarnación Romero |
| 4. April 2006       |     |                     |                                 |
| Nacional Montevideo | 0:0 | SC Internacional    | Estadio Centenario              |
| 18. April 2006      |     |                     |                                 |
| UNAM Pumas          | 1:1 | Nacional Montevideo | Estadio Olímpico Universitario  |
| SC Internacional    | 4:0 | UA Maracaibo        | Estádio Beira-Rio               |

### Gruppe 7
| Pl. | Verein              | Sp. | S | U | N | Tore    | Diff. | Punkte |
| --- | ------------------- | --- | - | - | - | ------- | ----- | ------ |
| 1.  | Nacional Medellín   | 6   | 3 | 1 | 2 | 013:900 | +4    | 10     |
| 2.  | Palmeiras São Paulo | 6   | 2 | 3 | 1 | 009:800 | +1    | 09     |
| 3.  | Club Cerro Porteño  | 6   | 2 | 2 | 2 | 009:120 | −3    | 08     |
| 4.  | Rosario Central     | 6   | 1 | 2 | 3 | 006:800 | −2    | 05     |

| 9. Februar 2006     |     |                     |                             |
| Nacional Medellín   | 1:0 | Rosário Central     | Estadio Atanasio Girardot   |
| 15. Februar 2006    |     |                     |                             |
| Club Cerro Porteño  | 0:0 | Palmeiras São Paulo | Estadio General Pablo Rojas |
| 23. März 2006       |     |                     |                             |
| Rosário Central     | 0:2 | Club Cerro Porteño  | Estadio Gigante de Arroyito |
| 2. März 2006        |     |                     |                             |
| Palmeiras São Paulo | 3:2 | Nacional Medellín   | Estádio Palestra Itália     |
| 14. März 2006       |     |                     |                             |
| Club Cerro Porteño  | 1:5 | Nacional Medellín   | Estadio General Pablo Rojas |
| 15. März 2006       |     |                     |                             |
| Palmeiras São Paulo | 0:0 | Rosário Central     | Estádio Palestra Itália     |
| 23. März 2006       |     |                     |                             |
| Rosário Central     | 2:2 | Palmeiras São Paulo | Estadio Gigante de Arroyito |
| Nacional Medellín   | 2:2 | Club Cerro Porteño  | Estadio Atanasio Girardot   |
| 4. April 2006       |     |                     |                             |
| Nacional Medellín   | 1:2 | Palmeiras São Paulo | Estadio Atanasio Girardot   |
| 6. April 2006       |     |                     |                             |
| Club Cerro Porteño  | 1:3 | Rosário Central     | Estadio General Pablo Rojas |
| 18. April 2006      |     |                     |                             |
| Rosário Central     | 1:2 | Nacional Medellín   | Estadio Gigante de Arroyito |
| Palmeiras São Paulo | 2:3 | Club Cerro Porteño  | Estádio Palestra Itália     |

### Gruppe 8
| Pl. | Verein         | Sp. | S | U | N | Tore    | Diff. | Punkte |
| --- | -------------- | --- | - | - | - | ------- | ----- | ------ |
| 1.  | Club Libertad  | 6   | 3 | 2 | 1 | 008:300 | +5    | 11     |
| 2.  | River Plate    | 6   | 3 | 0 | 3 | 010:100 | ±0    | 09     |
| 3.  | CD El Nacional | 6   | 1 | 3 | 2 | 008:100 | −2    | 06     |
| 4.  | Paulista FC    | 6   | 1 | 3 | 2 | 004:700 | −3    | 06     |

| 15. Februar 2006 |     |                |                            |
| CD El Nacional   | 1:1 | Paulista FC    | Estadio Olímpico Atahualpa |
| 16. Februar 2006 |     |                |                            |
| Club Libertad    | 2:0 | River Plate    | Estadio Dr. Nicolás Leoz   |
| 2. März 2006     |     |                |                            |
| Paulista FC      | 0:0 | Club Libertad  | Estádio Jayme Cintra       |
| 8. März 2006     |     |                |                            |
| River Plate      | 4:3 | CD El Nacional | El Monumental              |
| 16. März 2006    |     |                |                            |
| River Plate      | 4:1 | Paulista FC    | El Monumental              |
| 23. März 2006    |     |                |                            |
| Club Libertad    | 4:1 | CD El Nacional | Estadio Dr. Nicolás Léoz   |
| 30. März 2006    |     |                |                            |
| CD El Nacional   | 1:1 | Club Libertad  | Estadio Olímpico Atahualpa |
| 5. April 2006    |     |                |                            |
| Paulista FC      | 2:1 | River Plate    | Estádio Jayme Cintra       |
| 12. April 2006   |     |                |                            |
| CD El Nacional   | 2:0 | River Plate    | Estadio Olímpico Atahualpa |
| Club Libertad    | 1:0 | Paulista FC    | Estadio Dr. Nicolás Léoz   |
| 20. April 2006   |     |                |                            |
| River Plate      | 1:0 | Club Libertad  | El Monumental              |
| Paulista FC      | 0:0 | CD El Nacional | Estádio Jayme Cintra       |

## Achtelfinale
|                         | Gesamt          |                            | Hinspiel | Rückspiel |
| ----------------------- | --------------- | -------------------------- | -------- | --------- |
| Newell’s Old Boys       | 4:6             | CA Vélez Sársfield         | 2:4      | 2:2       |
| Nacional Montevideo     | 1:2             | Internacional Porto Alegre | 1:2      | 0:0       |
| River Plate             | 6:3             | Corinthians São Paulo      | 3:2      | 3:1       |
| Palmeiras São Paulo     | 2:3             | FC São Paulo               | 1:1      | 1:2       |
| Estudiantes de La Plata | (a)3:3(a)       | Goiás EC                   | 2:0      | 1:3       |
| UANL Tigres             | 0:0 (3:5 i. E.) | Club Libertad              | 0:0      | 0:0       |
| LDU Quito               | 5:0             | Atlético Nacional          | 4:0      | 1:0       |
| Deportivo Guadalajara   | 4:3             | Independiente Santa Fe     | 3:0      | 1:3       |

## Viertelfinale
|                         | Gesamt          |                            | Hinspiel | Rückspiel |
| ----------------------- | --------------- | -------------------------- | -------- | --------- |
| Deportivo Guadalajara   | 2:1             | CA Vélez Sársfield         | 0:0      | 2:1       |
| LDU Quito               | 2:3             | Internacional Porto Alegre | 2:1      | 0:2       |
| Estudiantes de La Plata | 1:1 (3:4 i. E.) | FC São Paulo               | 1:0      | 0:1       |
| River Plate             | 3:5             | Club Libertad              | 2:2      | 1:3       |

## Halbfinale
|                       | Gesamt |                            | Hinspiel | Rückspiel |
| --------------------- | ------ | -------------------------- | -------- | --------- |
| Deportivo Guadalajara | 0:4    | FC São Paulo               | 0:1      | 0:3       |
| Club Libertad         | 0:2    | Internacional Porto Alegre | 0:0      | 0:2       |

## Finale

### Hinspiel
| FC São Paulo                                     | FC São Paulo | Internacional Porto Alegre | Internacional Porto Alegre |
| ------------------------------------------------ | --- | --- | -------------------------- |
| FC São Paulo                                     | \| 9. August 2006 in São Paulo (Estádio do Morumbi) \| \| Ergebnis: 1:2 (0:0) \| \| Zuschauer: 71.745 \| \| Schiedsrichter: Jorge Larrionda ( Uruguay) \|                                   | \| 9. August 2006 in São Paulo (Estádio do Morumbi) \| \| Ergebnis: 1:2 (0:0) \| \| Zuschauer: 71.745 \| \| Schiedsrichter: Jorge Larrionda ( Uruguay) \|                       | Internacional Porto Alegre |
| FC São Paulo                                     | Rogério Ceni – Edcarlos (76. Aloisio), Diego Lugano, Fabão, Júnior – Souza, Mineiro, Josué, Danilo (63. Lenílson) – Ricardo Oliveira, Leandro (86. Richarlyson) Cheftrainer: Muricy Ramalho | Clemer – Ceará (56. Wellington), Fabiano Eller, Bolívar, Jorge Wagner – Edinho, Tinga, Fabinho, Alex (73. Índio) – Rafael Sóbis (78. Michel), Fernandão Cheftrainer: Abel Braga | Internacional Porto Alegre |
| FC São Paulo                                     | 1:2 Edcarlos (75.) | 0:1 Rafael Sóbis (53.) 0:2 Rafael Sóbis (61.) | Internacional Porto Alegre |
| FC São Paulo                                     | Fabão, Souza | | Internacional Porto Alegre |
| FC São Paulo                                     | Josué (10.) | Fabinho (38.) | Internacional Porto Alegre |
| 9. August 2006 in São Paulo (Estádio do Morumbi) | | |                            |
| Ergebnis: 1:2 (0:0)                              | | |                            |
| Zuschauer: 71.745                                | | |                            |
| Schiedsrichter: Jorge Larrionda ( Uruguay)       | | |                            |

### Rückspiel
| Internacional Porto Alegre                          | Internacional Porto Alegre | FC São Paulo | FC São Paulo |
| --------------------------------------------------- | --- | --- | ------------ |
| Internacional Porto Alegre                          | \| 16. August 2006 in Porto Alegre (Estádio Beira-Rio) \| \| Ergebnis: 2:2 (1:0) \| \| Zuschauer: 55.000 \| \| Schiedsrichter: Horacio Elizondo ( Argentinien) \| | \| 16. August 2006 in Porto Alegre (Estádio Beira-Rio) \| \| Ergebnis: 2:2 (1:0) \| \| Zuschauer: 55.000 \| \| Schiedsrichter: Horacio Elizondo ( Argentinien) \|                             | FC São Paulo |
| Internacional Porto Alegre                          | Clemer – Ceará, Bolívar, Fabiano Eller, Jorge Wagner – Índio, Edinho, Tinga, Alex (78. Michel), – Rafael Sóbis (82. Ediglê), Fernandão Cheftrainer: Abel Braga    | Rogério Ceni – Fabão, Diego Lugano, Edcarlos (70. Alex Dias) – Souza, Richarlyson (58. Thiago Ribeiro), Mineiro, Danilo (58. Lenílson), Júnior – Aloisio, Leandro Cheftrainer: Muricy Ramalho | FC São Paulo |
| Internacional Porto Alegre                          | 1:0 Fernandão (29.) 2:1 Tinga (66.) | 1:1 Fabão (50.) 2:2 Lenílson (85.) | FC São Paulo |
| Internacional Porto Alegre                          | Bolívar, Edinho, Jorge Wagner, Alex, Fernandão | Aloísio | FC São Paulo |
| Internacional Porto Alegre                          | Tinga (67.) | | FC São Paulo |
| 16. August 2006 in Porto Alegre (Estádio Beira-Rio) | | |              |
| Ergebnis: 2:2 (1:0)                                 | | |              |
| Zuschauer: 55.000                                   | | |              |
| Schiedsrichter: Horacio Elizondo ( Argentinien)     | | |              |

## Beste Torschützen
| Rang | Spieler            | Klub                       | Tore |
| ---- | ------------------ | -------------------------- | ---- |
| 1    | Aloísio            | FC São Paulo               | 5    |
|      | Félix Borja        | CD El Nacional             | 5    |
|      | José Luis Calderón | Estudiantes de La Plata    | 5    |
|      | Agustín Delgado    | LDU Quito                  | 5    |
|      | Sebastián Ereros   | CA Vélez Sársfield         | 5    |
|      | Ernesto Farías     | River Plate                | 5    |
|      | Fernandão          | Internacional Porto Alegre | 5    |
|      | Márcio Glad        | Palmeiras São Paulo        | 5    |
|      | Daniel Montenegro  | River Plate                | 5    |
|      | Nilmar             | Corinthians São Paulo      | 5    |
|      | Jorge Quinteros    | Universidad Católica       | 5    |
|      | Hugo Pavone        | Estudiantes de La Plata    | 5    |
|      | Patricio Urrutia   | Liga de Quito              | 5    |
|      | Washington         | Palmeiras São Paulo        | 5    |